# Fuldaaue (Kassel)

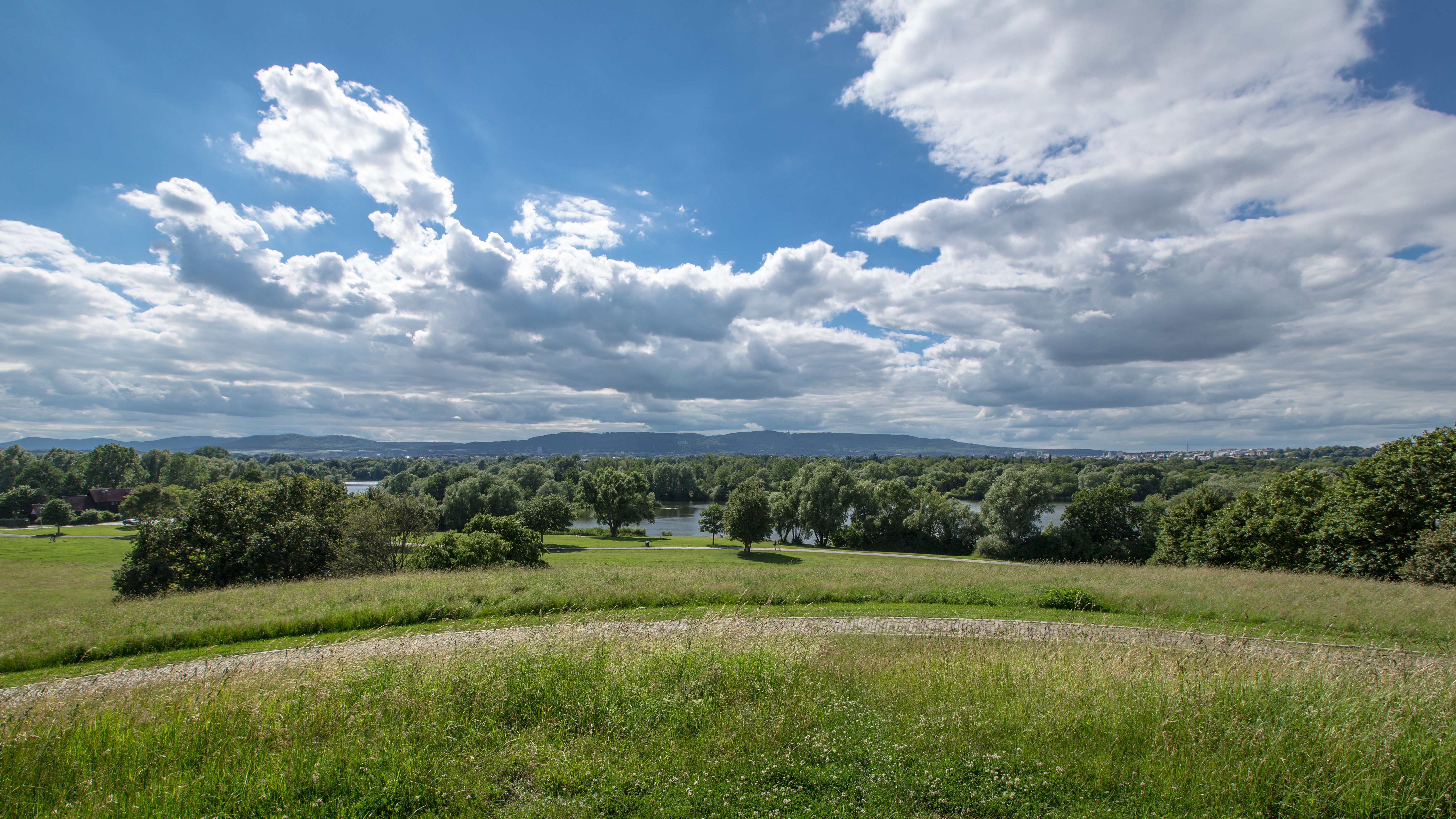
Fuldaaue (Blickrichtung Südwesten)

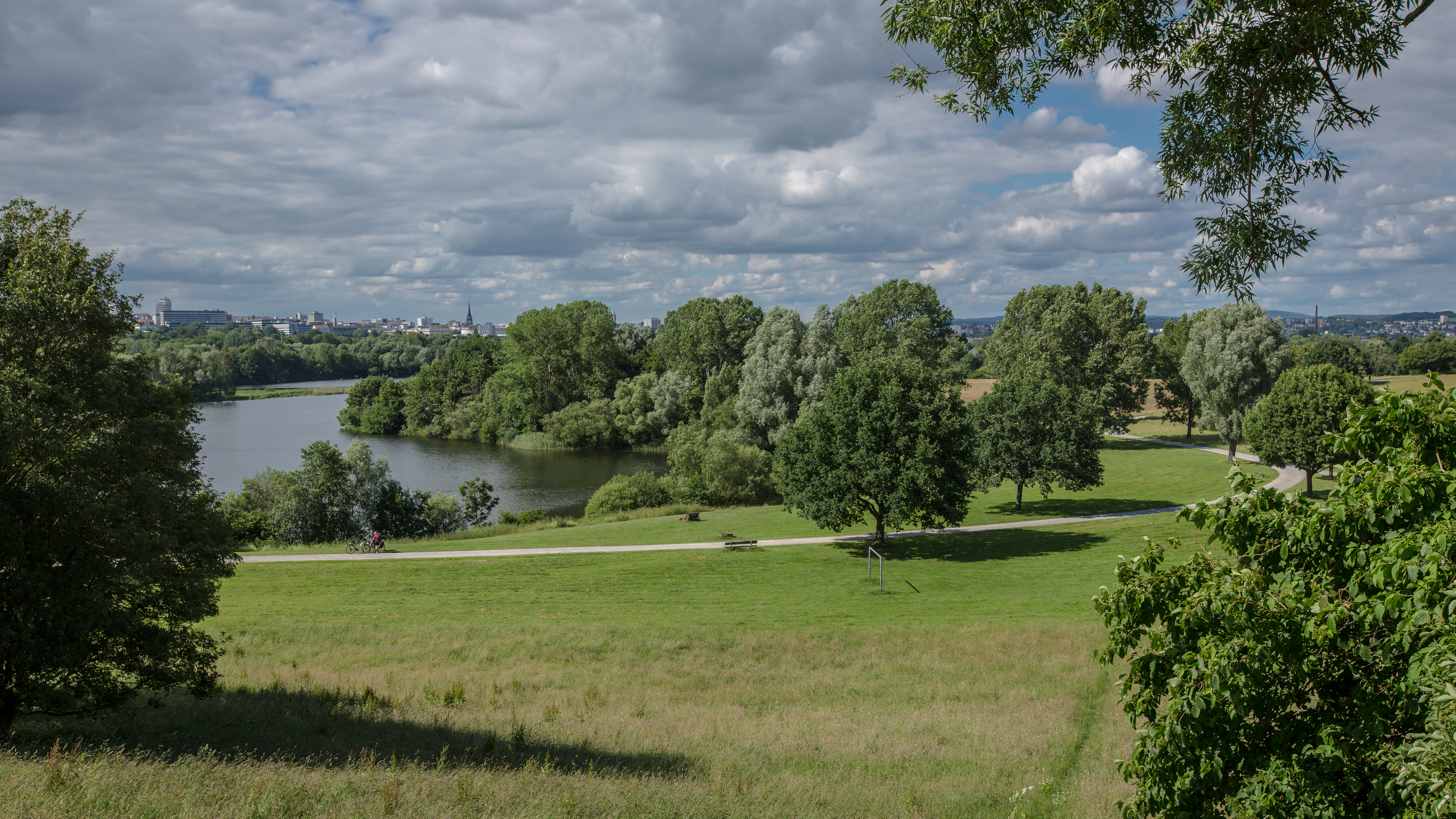
Fuldaaue (Blickrichtung Norden)

Lage der Fuldaaue im Stadtgebiet Kassel

Die Fuldaaue ist ein Naherholungsgebiet im südöstlichen Teil der Stadt Kassel. Sie wurde Ende der 1970er Jahre für die Bundesgartenschau 1981 als innerstädtischer Park am östlichen Ufer der Fulda angelegt. Im Volksmund wird das Gelände deshalb auch Buga genannt.

## Geographische Lage

Karte des Naherholungsgebiets Fuldaaue

Die Fuldaaue liegt im Stadtteil Waldau. Sie verläuft im Norden vom östlichen Fuldaufer in Höhe der Schwimmbadbrücke entlang eines Fußweges nach Osten bis zur Einmündung in den Waldauer Fußweg. Dieser bildet die östliche Grenze des Geländes. Im Süden wird das Gebiet durch die Damaschkestraße begrenzt. Im Westen stellt das östliche Ufer der Fulda einschließlich der so genannten verlängerten Regattastrecke die Begrenzung dar. Durch zwei Fußgängerbrücken über die Fulda ist die Fuldaaue mit der Karlsaue verbunden. Auf dem Gelände befindet sich ein künstlich angelegter Baggersee, im Volksmund Bugasee genannt.

## Naturschutz

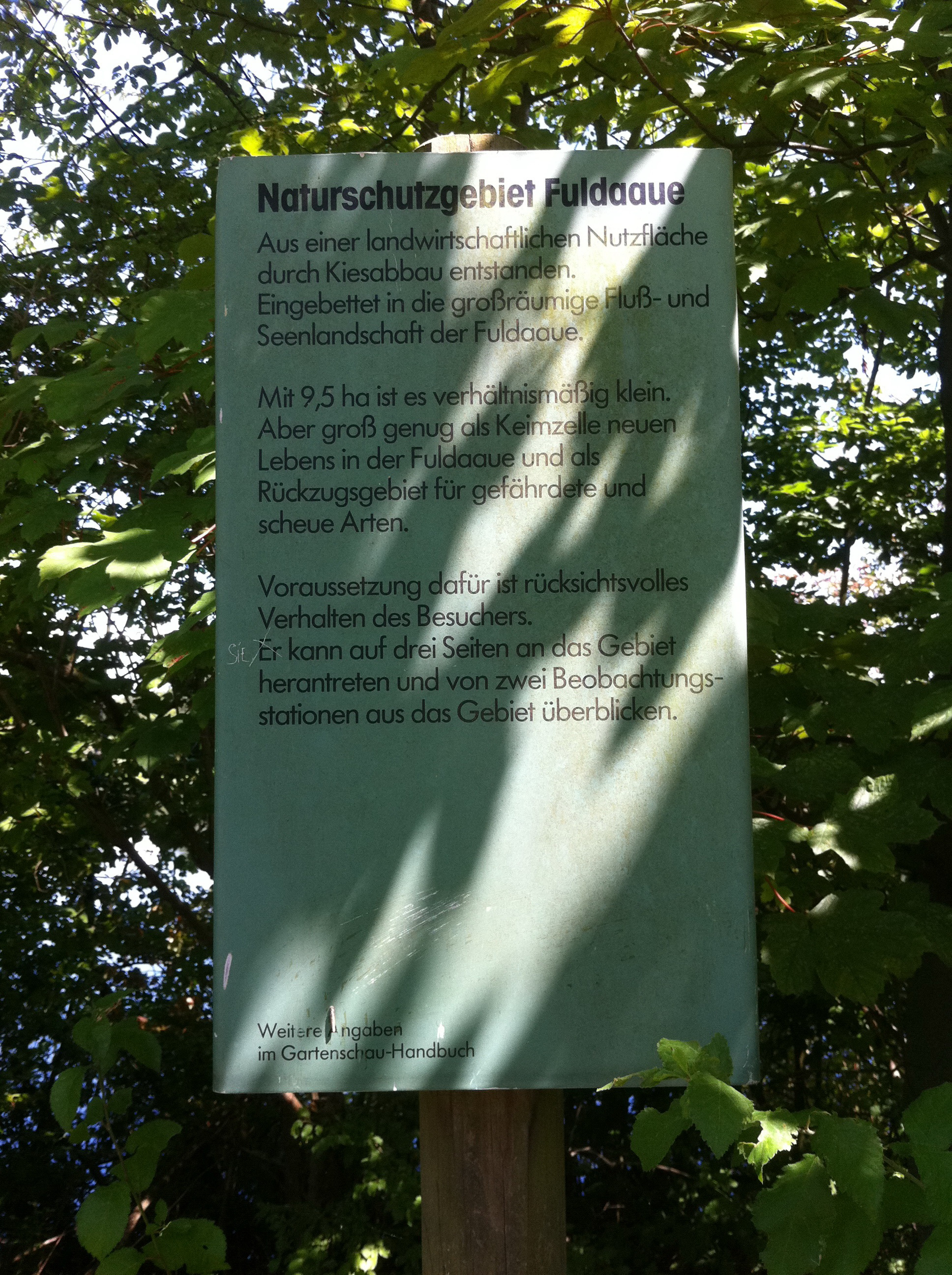
Hinweistafel im Naturschutzgebiet Fuldaaue

Das gesamte Gelände der Fuldaaue ist Teil des Landschaftsschutzgebietes „Stadt Kassel“, zu dem u. a. auch die Karlsaue und die Dönche gehören. Der nördliche Teil des Buga-Sees ist zudem ausgewiesenes Naturschutzgebiet mit dem Zweck ein Brut-, Rast- und Überwinterungsgebiet für zahlreiche zum Teil bestandsgefährdete Wasservogelarten nachhaltig zu sichern.

## Nutzung
Der im Mittelpunkt der Fuldaaue stehende BUGA-See besitzt mehrere Strände und dient im Sommer als Badesee. Der BUGA-See entstand als in den 1960er Jahren in den Fuldaauen Kies abgegraben wurde und sich die Grube in der Folge mit Grundwasser füllte. Die umgebenden Anlagen und Badestrände wurden 1980 fertiggestellt. Der See liegt 138 m ü. NN hat eine Fläche von 33,7 ha, eine maximale Tiefe von 6,78 m und eine mittlere Tiefe von 3,35 m. Im westlichen Teil der Fuldaaue befindet sich ein größerer Spielplatz, der zum Teil als Wasserspielplatz ausgelegt ist. Die anderen Teile der Grünanlage werden häufig zum Grillen oder Sport treiben genutzt. Die Fuldaaue erfüllt trotz Eingriffs durch den Menschen (Parkplätze, Bootshäuser, Campingplatz etc.) den natürlichen Zweck des Hochwasserschutzes als Überschwemmungsgebiet. Da es sich bei der Fuldaaue um eine zum Teil fast ursprüngliche Landschaft handelt, versuchen die meisten Anlieger bzw. Nutzer wie z. B. der ortsansässige Angelverein oder der Kasseler Entwässerungsbetrieb, die Aue in ihrer Ursprünglichkeit zu erhalten und eine Renaturierung voranzutreiben, um den Lebensraum für seltene und gefährdete Flora und Fauna zu sichern.

## Literarische Erwähnung
Jamal Tuschick schrieb über die Fuldaaue:

„Während einer Bundesgartenschau war an der Fulda ein Gebiet erschlossen, das Kindern aus Bettenhausen und Waldau als Wilder Westen gedient hatte. Wo ein Seitenarm der Fulda eine Halbinsel aus dem Waldauer Ufer herausschneidet war eine FKK-Zone, ich glaube auch eine Versehrtensportanlage.“